# 线状微菌属
线状微菌属为生丝微菌科的一个属。该属的模式种为纺锤状线状微菌（Filomicrobium fusiforme）。

## 下属物种
本属包括以下物种：
- 纺锤状线状微菌 Filomicrobium fusiforme Schlesner, 1988[2]
- 显著线状微菌 Filomicrobium insigne Wu et al., 2009